# Ralph Rainger
Ralph Rainger (Nueva York, 7 de octubre de 1901-California, 23 de octubre de 1942) fue un compositor estadounidense de música popular, principalmente para películas.
Ganó el premio Óscar a la mejor canción original por "Thanks for the Memory", canción compuesta en 1938, con letra de Leo Robin, para la película The Big Broadcast of 1938, donde era interpretada por Bob Hope y Shirley Ross.
También fue nominado al mismo premio en 1934 por la canción Love in Bloom que cantaron Bing Crosby y Kitty Carlisle en la película She Loves Me Not.

## Premios y distinciones
Premios Óscar
| Año  | Categoría              | Canción                 | Película                  | Resultado |
| ---- | ---------------------- | ----------------------- | ------------------------- | --------- |
| 1935 | Mejor canción original | "Love in Bloom"         | Fuga apasionada           | Nominado  |
| 1939 | Mejor canción original | "Thanks for the Memory" | The Big Broadcast of 1938 | Ganador   |
| 1940 | Mejor canción original | "Faithful Forever"      | Gulliver's Travels        | Nominado  |